# Языков, Александр Иванович
Александр Иванович Языков (1841—1886) — российский юрист, поэт.

## Биография
Александр Иванович воспитывался в Императорском училище правоведения, где позднее состоял преподавателем уголовного судопроизводства. Затем состоял с 1868 года присяжным поверенным Санкт-Петербургского округа. Несколько раз был избираем в члены совета присяжных поверенных.
В 1876 году оставил адвокатуру и поселился в небольшом имении Сергиевское-на Упе в Тульской губернии. Живя в имении, он принимал горячее участие в земских делах губернии. В 1881 году Языков Александр Иванович вернулся к оставленной деятельности, устроившись в Московский судебный округ, а в 1883 году перейдя в Петербургский судебный округ.
Александр Иванович помещал стихотворения в «Вестнике Европы».